# Max Thurian
Max Thurian (Ginevra, 16 agosto 1921 – Ginevra, 15 agosto 1996) è stato un monaco cristiano svizzero, cofondatore e vice priore della comunità di Taizé.

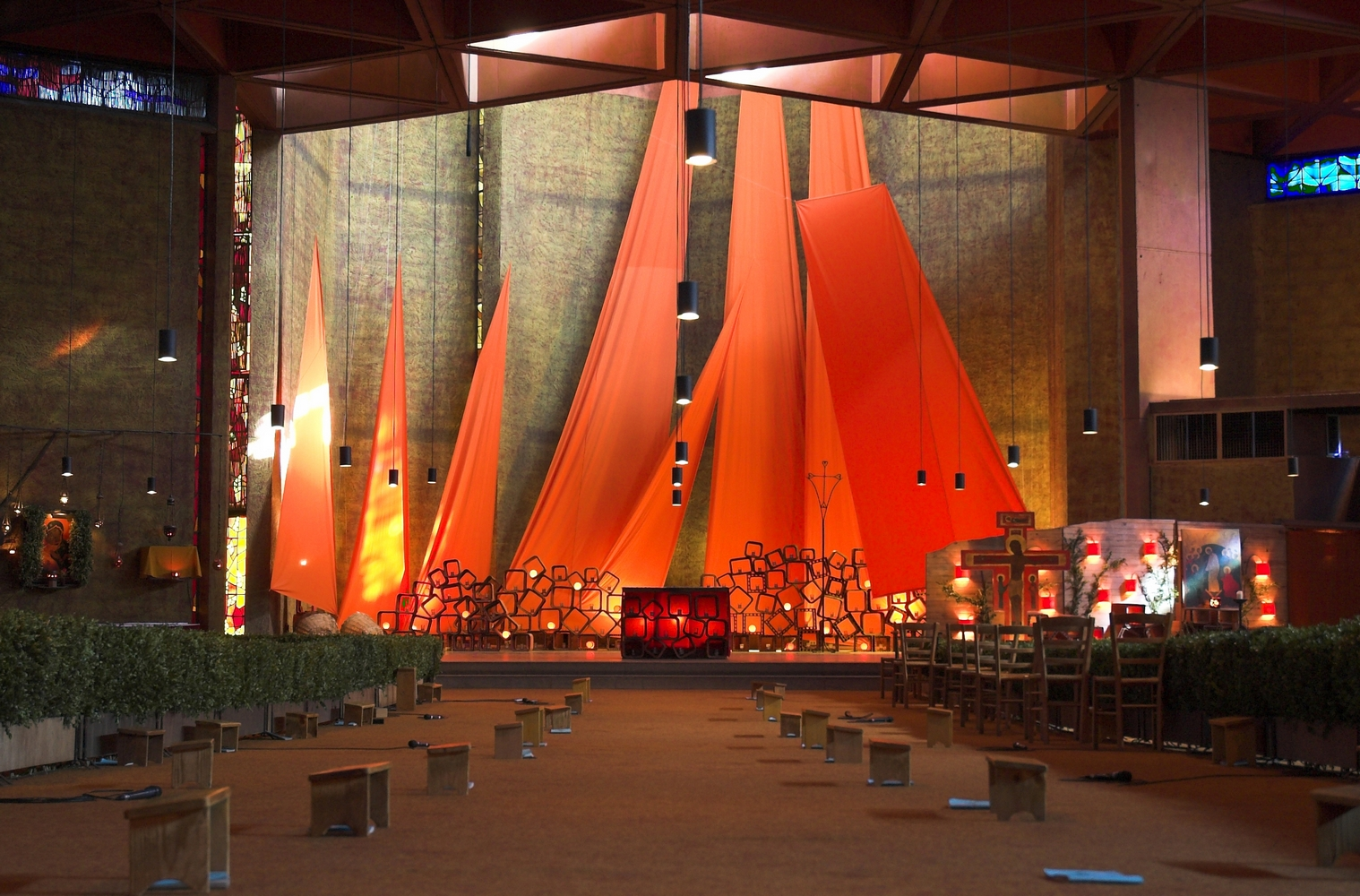
Chiesa di Taizè

Di religione protestante, fu, assieme a frère Roger, ospite del Segretariato per l'unità dei Cristiani, in quanto teologo dell'ecumenismo, al Concilio Vaticano Secondo. Auspicava che la Comunità di Taizé, di natura prevalentemente protestante, aderisse alla Chiesa cattolica.
Aderì alla Chiesa cattolica e il 3 maggio 1987 fu ordinato presbitero dal cardinale Corrado Ursi, arcivescovo di Napoli.  Il 30 settembre 1992 fu nominato da Giovanni Paolo II membro della Commissione Teologica Internazionale.
La sua vita fu dedicata ai temi ecumenici, condivisa con i fratelli della comunità di Taizè che al momento del suo abbandono chiesero ed ottennero che tornasse ogni tanto alla comunità e che alla sua morte si facesse seppellire nel piccolo cimitero della chiesa romanica di Taizé.
Oggi riposa a pochi passi dalla tomba del confratello Roger.